# Pereselenți, Berezivka
Pereselenți (în ucraineană Переселенці) este un sat în comuna Mîkolaiivka din raionul Berezivka, regiunea Odesa, Ucraina.

## Demografie
Componența lingvistică a localității Pereselenți
     Ucraineană (85,83%)
     Română (11,29%)
     Rusă (1,84%)
     Alte limbi (1,05%)
Conform recensământului din 2001, majoritatea populației localității Pereselenți era vorbitoare de ucraineană (85,83%), existând în minoritate și vorbitori de română (11,29%) și rusă (1,84%).